# Сіверськодонецька вулиця
Сіверськодонецька вулиця — вулиця у Основ'янському районі міста Харкова, в межах історичної місцевості Основа. 
Довжина 260 метрів. Починається від парку залізничників станції Основа, перетинається з вулицею Харківською та закінчується біля багатоповерхівки № 24 по вулиці Валдайській. Розташована у кварталі малоповерхової забудови.